# Munnopsis latifrons
Munnopsis latifrons är en kräftdjursart som beskrevs av Frank Evers Beddard 1885. Munnopsis latifrons ingår i släktet Munnopsis och familjen Munnopsidae. Inga underarter finns listade i Catalogue of Life.